# Solieria murina
Solieria murina là một loài ruồi trong họ Tachinidae.